# La perla di Hawaii
La perla di Hawaii (South Sea Rose) è un film del 1929 diretto da Allan Dwan. La sceneggiatura si basa sul lavoro teatrale La Gringa di Tom Cushing, andato in scena a Broadway al Little Theatre il 1º febbraio 1928. Tra gli interpreti della commedia appaiono i nomi di Claudette Colbert e quello di Clara Blandick.

## Trama
Dopo la morte del padre, la giovane Rosalie Dumay resta a Tongawarra, un'isola dei Mari del Sud. Il padre le ha lasciato tutta la sua fortuna, affidata a uno zio in Francia. Il capitano Briggs decide di sposare Rosalie, puntando ai suoi soldi ma ben presto si accorgerà di amare veramente la ragazza,

## Produzione
Il film fu prodotto muto dalla Fox Film Corporation con il sonoro sincronizzato.

## Distribuzione
Distribuito dalla Fox Film Corporation, il film uscì nelle sale cinematografiche USA l'8 dicembre 1929 dopo una première tenuta a New York il 6 dicembre. Venne distribuito anche in Finlandia il 3 agosto 1931.
La pellicola è presumibilmente andata persa.